# Arado L.I
L'Arado L.I est un avion de tourisme biplace allemand de l'entre-deux-guerres.
Biplace en tandem à structure bois et revêtement de contreplaqué entoilé, ce monoplan parasol de sport et de tourisme fut réalisé par l’ingénieur Hermann Hofmann pour participer au Challenge international de tourisme en 1929. Porté sur le registre civil allemand [D-1707, c/n 56] en juillet 1929 au nom de l’Aéro-Club de Mecklembourg [D-1707, c/n 56], il gagna Paris pour les épreuves préliminaires après avoir été baptisé « Ostseebad Warnemünde », et reçu le numéro de course « C9 ». Le 5 août eut lieu une épreuve préliminaire destinée à mesurer la consommation des appareils engagés. Piloté par Hofmann lui-même, l’Arado fut victime d’une panne d’essence qui contraignit le pilote à faire un atterrissage dans la campagne au sud de Paris. Il parvint à repartir, mais sur la route du retour l’avion partit en vrille pour une raison inconnue et s’écrasa, tuant le pilote.